# Карбовське
Карбовське (пол. Karbowskie, нім. Karbowsken) — село в Польщі, у гміні Елк Елцького повіту Вармінсько-Мазурського воєводства. Населення — 70 осіб (2011).
У 1975—1998 роках село належало до Сувальського воєводства.

## Демографія
Демографічна структура станом на 31 березня 2011 року:
|          | Загалом | Допрацездатний вік | Працездатний вік | Постпрацездатний вік |
| -------- | ------- | ------------------ | ---------------- | -------------------- |
| Чоловіки | 39      | 11                 | 24               | 4                    |
| Жінки    | 31      | 8                  | 17               | 6                    |
| Разом    | 70      | 19                 | 41               | 10                   |